# Адам Зерталь
Адам Зерталь (іврит: אדם זרטל, англ. Adam Zertal; 3 грудня 1936 — 18 жовтня 2015) — ізраїльський археолог, професор Хайфського університету. Відомий завдяки дослідженням давніх об'єктів, які можуть бути асоційовані з подіями, описаними у Старому Заповіті.

## Біографія
Адам Зерталь виріс у кібуці Ейн Шемер (En Szemer) у Хайфському окрузі на півночі Ізраїлю. Його батько Мойсей (Мійтк) Зерталь (Зільберталь) був лідером міжнародної єврейської молодіжної організації Гашомер Гацаїр у Варшаві, в Ізраїлі відомий як критик, журналіст і редактор. У 1964—1969 рр Адам Зерталь вивчав економіку і сільське господарство. Був економічним директором кібуцу Ейн Шемер. У 1973 р почав вивчати археологію в Тель-Авівському університеті. Після важкого поранення у Шестиденній війні провів 12 місяців у лікарні Хадасса і до кінця життя міг ходити лише за допомогою милиць. За його власним визнанням, саме тоді він по-справжньому зацікавився археологією, що стала його покликанням. Пізніше він сказав журналістам газети Джерусалем пост: «Я провів рік у лікарні Хадасса в Єрусалимі, і я зацікавився археологією. Хоча я стверджував, що у Біблії повно міфів, я вирішив після мого відновлення шукати археологічні докази біблійних історій». Помер 18 жовтня 2015 року, похований на кладовищі кібуцу Ейн Шемер.

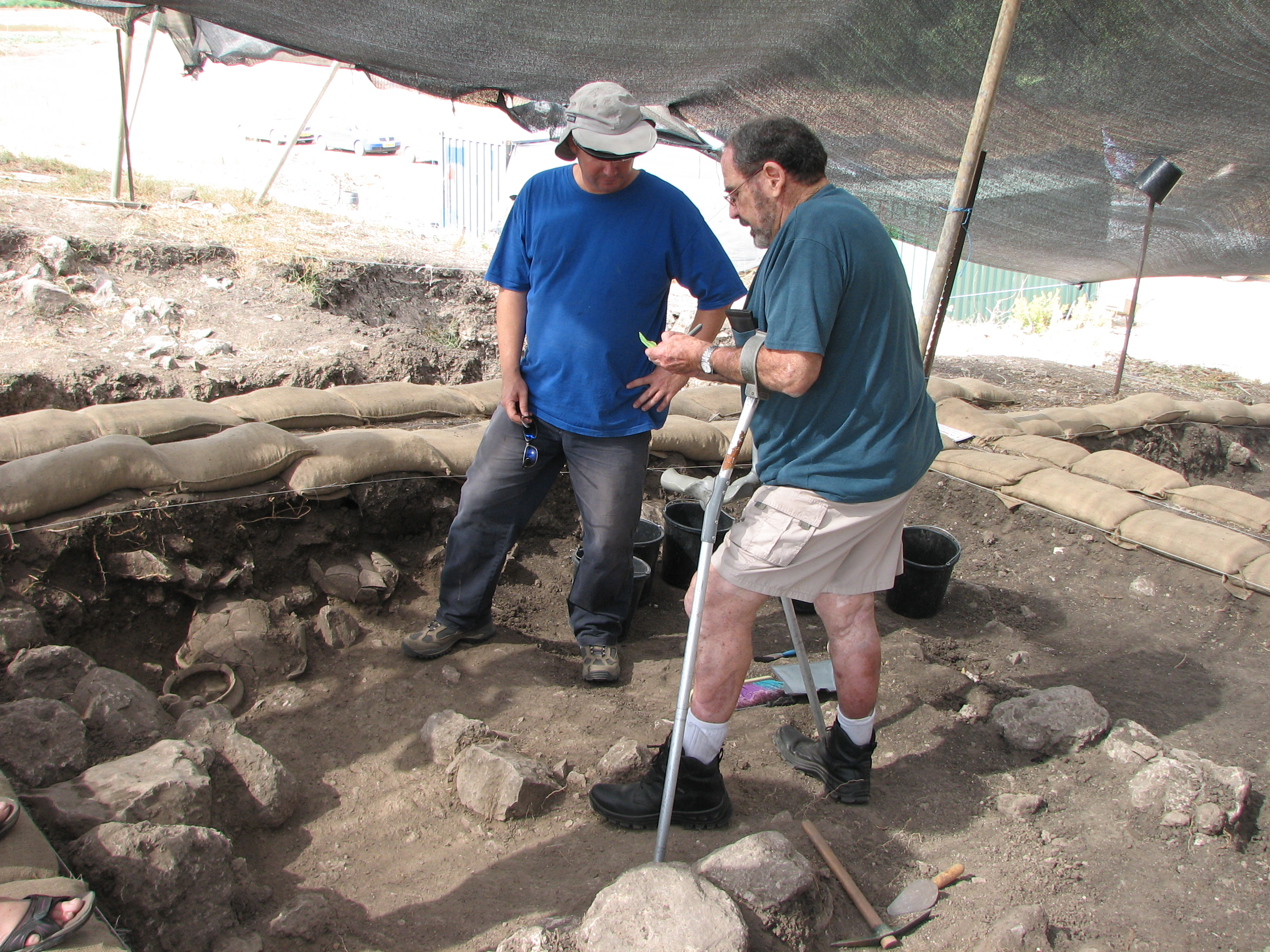
Адам Зерталь (праворуч) під час візиту до Тель Нуру, жовтень 2010 р.

## Найбільш відомі розкопки
- Вівтар Ісуса Навина (?). Археологічний об'єкт на горі Айбаль який може бути ідентифікований як вівтар часів раннього Ізраїлю, описаний у Книзі Ісуса Навина.[2]

- Місто Сісари (?). Зерталь керував розкопками укріпленого поселення в Ель-Ахваті, які він ідентифікував як описане у Книзі Суддів (4:2) місто-фортецю Харошет-Ґаґґоїм Сісари, воєначальника ханаанського царя Явіна.[3]

- Огорожі у формі стопи у долині річки Йордан . Зерталь припустив, що у часи залізної доби і пізніше ці місця відігравали церемоніальну роль.[4] Він вважав, що термін «aliya la-regel» («підйом до стопи»), який зазвичай перекладається як «паломництво», пов'язаний з біблійним приписом обов'язкового паломництва народу у певне місце (див., наприклад, Повторення закону 12:14, 21, 26); після зведення Храму цим місцев став Єрусалим). Крім того, він вбачав прямий зв'язок між формою цих огорож у вигляді стопи та біблійною концепцією взяття у власність території, проходячи по ній, або, іншими словами, встановлюючи на ній свою ногу (як це видно, наприклад, в Книзі Буття 13:17 та Повторення закону 11:24), або більш загально «вступити у чиєсь взуття» означало успадкувати майно власника взуття, як це описано у Книзі Рут 4:7-9.[5]

- Катакомби у долині річки Йордан (Ґалґал ?). У 2009 експедиція під керівництвом Зерталя виявила древні катакомби у долині річки Йордан.[6]. Зерталь асоціював катакомби з місцями, що позначені як «Галгал» і «Додекалітон» на Мадабській мапі.[7] «Додекалітон» перекладається як «Дванадцять каменів» і може вказувати на дванадцять каменів, які ізраїльтяни розмістили в Ґалґалі.

- Табір Ґалґал (?), давнє укріплене поселення у Йорданській долині початку залізної доби (XIII—XII ст. до н. е.), яка може бути асоційоване з Ґалґалом, що кілька разів згадується у Книзі Ісуса Навина.